# Capela de São Silvestre (Ermesinde)

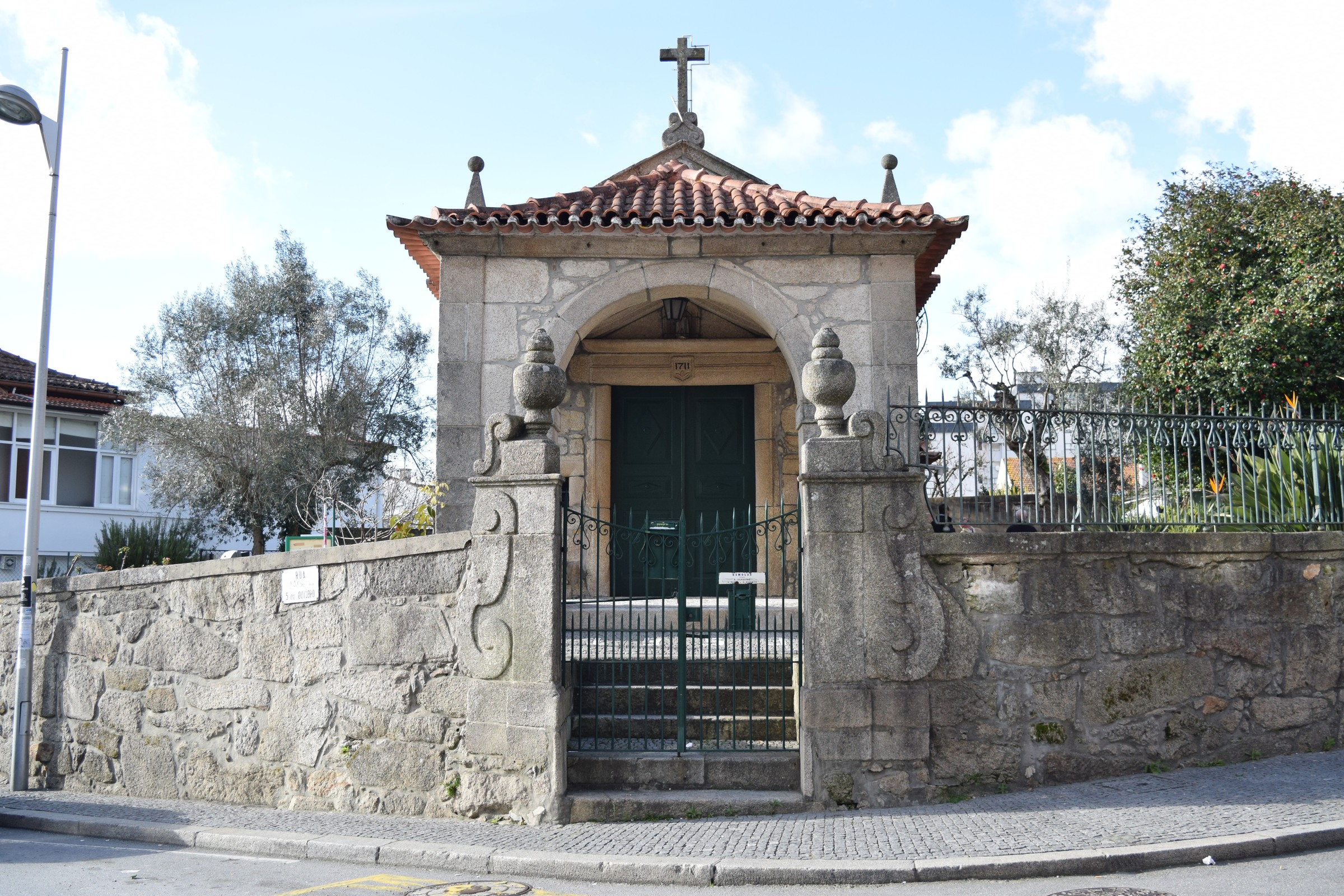
Vista frontal da capela.

A Capela de São Silvestre, nomeado em homenagem ao bispo e mártir S. Silvestre de Braga, é um templo em Ermesinde, Portugal. Tem uma idade estimada em cerca de 375 anos. Aponta-se esta capela como o monumento mais antigo da cidade de Ermesinde e esta terá sido a primeira matriz da cidade. No seu lintel encontra-se a data "1711", mas diz-se que esta data se refere a uma reconstrução depois de anos ao abandono.

## Descrição
É um monumento claramente de estilo Romântico. A sua entrada é constituída por três arcos de volta perfeita, um em frente e os outros dois virados para Norte e Sul.